# Heinz Schecher
Heinz Schecher (* 26. April 1922 in Weißenburg in Bayern; † 9. Oktober 1984) war ein deutscher Mathematiker, Informatiker und Hochschullehrer.

## Leben
Heinz Schecher begann im Jahre 1948 ein Physikstudium an der TU München, das er im Jahre 1952 abschloss. Im November 1951 stieß er zur Mathematischen Arbeitsgruppe von Robert Sauer, dem Begründer der Münchner Informatik.
Heinz Schecher gehörte zusammen mit Friedrich L. Bauer,  Klaus Samelson, Hans-Otto Leilich und Walter Proebster zu dem Team unter der Leitung der Professoren Robert Sauer und Hans Piloty, das in den Jahren 1952 bis 1955 an der TU München den Computer PERM entwickelte und eine wichtige Rolle beim Aufbau der Informatik an der Universität spielte. In diesem Zusammenhang erfand und patentierte Heinz Schecher im Jahre 1953 die indirekte Adressierung. An der TUM forcierte er den Aufbau einer Gruppe Technische Informatik.
Schecher promovierte 1956 an der Technischen Universität München bei Josef Heinhold mit der Dissertation „Maßnahmen zur Vereinfachung von Rechenplänen bei elektronischen Rechenanlagen“. Von 1959 bis 1969 war Schecher Dozent am Oskar-von-Miller-Polytechnikum.
Im Jahre 1970 habilitierte er sich, wurde an der TU München Privatdozent und arbeitete dann am Mathematischen Institut. Im Jahre 1972 wandte Schecher sich der Mikroprogrammierung zu und kam mit Intel in Kontakt. Seit 1975 arbeitete er an der Emulation von Mikroprozessoren.
Schecher wurde 1976 zum außerordentlichen Professor berufen. Von 1977 an arbeitete er am Entwurf und der Implementierung von Hardwarebeschreibungssprachen auf Registertransferebene und wandte sich 1980 der Programmierung von Bit-Slice-Prozessoren zu.

## Publikationen
- Maßnahmen zur Vereinfachung von Rechenplänen bei elektronischen Rechenanlagen, veröffentlicht in der Zeitschrift für Angewandte Mathematik und Mechanik, 1956
- Ziffernrechenautomaten. Struktur und Programmierung, zus. mit Ulrich Weyh, 1968
- Prinzipien beim Aufbau kleiner elektronischer Rechenanlagen, 1970
- Das Problem der Assoziativspeicherdurchlaufzeit bei Paging-Verfahren im Zehn-Nanosekundenbereich, 1973
- Funktioneller Aufbau digitaler Rechenanlagen, Springer Verlag, 1973
- Untersuchungen an Pipeline-Rechnern, 1978